# John Marshall Harlan
John Marshall Harlan (Condado de Boyle, 1 de junho de 1833 – Washington, D.C., 14 de outubro de 1911) foi juiz associado da Suprema Corte dos Estados Unidos, de 10 de dezembro de 1877 a 14 de outubro de 1911.

## Biografia
Harlan notabilizou-se especialmente por ter sido o único juiz da Suprema Corte a discordar da maioria nos Casos de Direitos Civis e em Plessy v. Ferguson, que declararam a não inconstitucionalidade de leis que proibiam a segregação racial. Os casos foram julgados nos anos de 1883 e 1896. A segregação de negros e brancos, aplicada em Plessy a vagões de passageiros nos trens da Louisiana, era justificada pelo princípio "separados, mas iguais", que Harlan repudiava. Nas suas palavras:
Nós nos orgulhamos das liberdades que usufruem nossos cidadãos, maior que a de todos os outros povos. Mas é difícil reconciliar esse orgulho com o estado das [nossas] leis, que, praticamente, colocam a marca da servidão e da degradação sobre uma grande classe de nossos concidadãos, nossos iguais perante a lei. O leve disfarce de acomodações 'iguais' para passageiros de trens não vai iludir ninguém, nem vai reparar o mal realizado no dia de hoje.— John Marshall Harlan
Apesar da defesa da igualdade de negros e brancos perante a lei, Harlan acreditava na superioridade intelectual da raça branca. Esta era a posição dominante no século XIX, nos círculos intelecuais americanos e europeus.
Como Harlan foi voto vencido, e as leis foram derrubadas pela Corte, a segregação continuou até 1954, quando a Corte mudou de posição, no célebre caso Brown v. Board of Education, e passou a banir a segregação racial.
Seu neto homônimo John Marshall Harlan II, também foi juiz da instituição de 1955 a 1971.